# Romeu Féres
Romeu Féres (São Paulo, São Paulo, 1918 – Santos, São Paulo, 2009) foi um cantor e maestro brasileiro.
Na década de 1940, Féres iniciou a carreira artística. Mas foi em 1945, que ele estreou em discos pela Continental, gravando a serenata "O' Marenarillo", composta por G. Otaviano e Gambardella e a canção "Torna", de P. Vento e N. Valente. Já se apresentou em programas de televisão, como na Antarctica no Mundo dos Sons, da TV Tupi.
Féres, que desenvolveu carreira artística por mais de 30 anos, gravou discos para as gravadoras Odeon e Continental.
Interpretava canções em sete idiomas, italiano, português, francês, espanhol, alemão, russo e árabe.